# Rosoman
Rosoman (in macedone Општина Росоман?) è un comune rurale della Macedonia del Nord di 4 141 abitanti (dati 2002). La sede comunale è nella località omonima.

## Geografia fisica
Il comune confina con Gradsko a nord, con Čaška a ovest, con Kavadarci a sud e con Negotino a est.

## Società

### Evoluzione demografica
Secondo il censimento nazionale del 2002 questo comune ha 4 141 abitanti. I principali gruppi etnici includono:
- Macedoni = 3.694
- Serbi = 409
- Altri = 38

## Località
Il comune è formato dall'insieme delle seguenti località:
- Rosoman (sede comunale)
- Ribarci
- Sirkovo
- Palikura
- Manastirec
- Trstenik
- Kamen Dol
- Debrište
- Mrzen
- Oraovec
- Kruševica
- Viničani
- Vodovrati
- Gorno Čičevo
- Grnčište
- Gradsko
- Dvorište
- Dolno Čičevo
- Kočilari
- Nogaevci
- Podles
- Skačinci
- Ubogo
- Ulanci
- Svekjani
- Zgropolci
- Kuridere

## Fonti
Censimento macedone del 2002